# As Seguidoras
As Seguidoras é uma série de televisão brasileira de comédia e suspense brasileira criada por Manuela Cantuária, lançada em 6 de março de 2022 na Paramount+. Produzida pelo Porta dos Fundos em coprodução com a Vis Américas, a série é a primeira produção original da Paramount+ no Brasil.
A série acompanha a história de uma digital influencer que por conta de sua obsessão para conseguir seguidores vai até as últimas consequências tornando-se uma serial killer. É protagonizada por Maria Bopp e conta ainda com Gabz, Victor Lamoglia, Raissa Chaddad, Tatsu Carvalho e Tatiana Tiburcio nos demais papéis principais. Em fevereiro de 2024, As Seguidoras foi uma das produções nacionais removidas do catálogo da Paramount+.

## Sinopse
Liv (Maria Bopp) é uma influenciadora digital que para alcançar a fama e milhões de seguidores faz de tudo. Depois de ter sofrido uma ameaça de ser desmascarada na internet por um de seus desafetos, Liv impulsivamente o mata e oculta seu cadáver, tudo isso para não enfrentar o julgamento de suas atitudes por seu público virtual. Entretanto, o crime toma grandes proporções na mídia e ela continua uma saga de crimes para esconder o seu segredo e manter o engajamento dos assassinatos nas redes sociais. Contudo, ela passa a ser perseguida, não só pela polícia, como também pela dona de um podcast sobre assuntos criminais, Antônia (Gabz), que pode acabar a colocando atrás das grades.

## Elenco
- Maria Bopp como Lidiane Assunção "Liv"
- Gabz como Antônia Maria Rodrigues
- Raissa Chaddad como Ananda
- Tatiana Tiburcio como Jaqueline Rocha "Detetive Rocha"
- Tatsu Carvalho como Elano Boaventura
- Victor Lamoglia como Edinho
- Cauê Campos como Marcel
- Nátaly Neri como Cammila
- Giselle Batista como Marisol
- Domenica Dias como Drica
- Maria Gal como Deise Rodrigues

### Participações especiais
- Stella Miranda como Kassia
- Gabriel Godoy como Investigador Esteves
- M.V. Bill como Ronan
- Aline Fanju como Hélia Mattos Pereira
- Rodrigo Garcia como Charles Barollo
- Bruce Brandão como Milos Vieira
- Jorge Hissa como Felipe Metzelder
- Patricia Selonk como Vera Metzelder
- Leandro Firmino como chefe de polícia
- Maria Clara Baldon como Lidiane Assunção (criança)

## Produção
A série é produzida pela produtora de vídeos Porta dos Fundos em parceria com a Vis Américas, da Paramount Pictures. É uma criação de Manuela Cantuária, que trabalha como roteirista no Porta dos Fundos, e foi dirigida em parceria entre Mariana Youssef e Mariana Bastos. O ator João Vicente de Castro é um dos produtores executivos da série. A primeira divulgação da produção ocorreu na CCXP Worlds 21.
A trama da série é focada em uma crítica aos atuais movimentos entre os digitais influencers que frequentemente espalham em suas redes sociais ondas de positividade tóxica, vidas perfeitas fora da internet e a cultura do cancelamento. A série foi lançada com o selo de primeira produção original do streaming da Paramount+ no Brasil. Para interpretar a protagonista, foi escolhida a atriz Maria Bopp, que ganhou notoriedade nas redes sociais por suas esquetes como a "Blogueira do Fim do Mundo", uma paródia de atitudes recorrentes no mundo das redes sociais. Para construção de sua personagem, Maria fez consultorias com Ilana Casoy, uma das maiores criminólogas do país.

## Resumo
| Temporada | Temporada | Episódios | Exibição             | Exibição           |
| Temporada | Temporada | Episódios | Estreia de temporada | Final de temporada |
| --------- | --------- | --------- | -------------------- | ------------------ |
|           | 1         | 6         | 8 de março de 2022   | 8 de março de 2022 |

## Episódios

### 1.ª Temporada (2022)
| N.º na série | N.º na temp. | Título                                         | Dirigido por                     | Escrito por                                                    | Exibição original  |
| --- | ------------ | ---------------------------------------------- | -------------------------------- | -------------------------------------------------------------- | ------------------ |
| 1 | 1            | "Já Deu Certo"                                 | Mariana Youssef e Mariana Bastos | Manuela Cantuária, Nina Kopko, Tainá Muhringer e Pedro Perazzo | 6 de março de 2022 |
| Um desafeto de Liv invade sua casa e ameaçada de cancelamento, Liv o mata por impulso. Antônia encontra arquivos suspeitos no computador de seu cliente, e decide investigá-lo por conta própria.      |              |                                                |                                  |                                                                |                    |
| 2 | 2            | "Você Atrai o que Você Emana"                  | Mariana Youssef e Mariana Bastos | Manuela Cantuária, Nina Kopko, Tainá Muhringer e Pedro Perazzo | 6 de março de 2022 |
| Antônia publica o primeiro episódio do podcast, revelando a identidade de Felipe antes da polícia. Pelo podcast, Liv aprende que para ser considerada uma assassina em série, precisa de três vítimas. |              |                                                |                                  |                                                                |                    |
| 3 | 3            | "Tudo Bem Não Estar Tudo Bem"                  | Mariana Youssef e Mariana Bastos | Manuela Cantuária, Nina Kopko, Tainá Muhringer e Pedro Perazzo | 6 de março de 2022 |
| Liv é cancelada após seu acidente de carro falso acabar vazando na internet. Por causa disso, Ananda a bloqueia; Liv consegue entrar no banheiro de Ananda e fica perplexa com o que encontra.         |              |                                                |                                  |                                                                |                    |
| 4 | 4            | "Toda Vencedora Tem Cicatrizes"                | Mariana Youssef e Mariana Bastos | Manuela Cantuária, Nina Kopko, Tainá Muhringer e Pedro Perazzo | 6 de março de 2022 |
| Liv faz Ananda de refém; Antônia invade a casa de Liv para conseguir provas; Rocha e Elano conseguem um mandado para revistar a casa de Ananda; Liv mata Ananda e incrimina Marisol.                   |              |                                                |                                  |                                                                |                    |
| 5 | 5            | "Sobreviver Não É Viver"                       | Mariana Youssef e Mariana Bastos | Manuela Cantuária, Nina Kopko, Tainá Muhringer e Pedro Perazzo | 6 de março de 2022 |
| Liv acorda no hospital, descobre que é a sobrevivente da Açougueira e que ganhou um milhão de seguidores; Antônia é descoberta pela policia e precisa fugir deixando todas as informações com Cammila. |              |                                                |                                  |                                                                |                    |
| 6 | 6            | "Se Não Deu Certo, É Porque Não Chegou ao Fim" | Mariana Youssef e Mariana Bastos | Manuela Cantuária, Nina Kopko, Tainá Muhringer e Pedro Perazzo | 6 de março de 2022 |
| Liv descobre a escuta dentro da sua casa, sabota a live de tributo à Ananda e participa do Programa da Kássia, onde Cammila diz que revelará a verdadeira identidade da Açougueira.                    |              |                                                |                                  |                                                                |                    |